# Isla Brass
Brass es el nombre de una isla y una ciudad en el delta del Níger en el país africano de Nigeria. Es conocida por los trajes tradicionales de sus habitantes, muy influidos por los equipos colonialistas británicos de la era eduardiana. Los Ferries la vínculan con la ciudad de Port Harcourt y con la de Yenagoa. Administrativamente depende del Estado de los Ríos (Rivers).